# Crosslauf-Europameisterschaften 2021
Die 27. Crosslauf-Europameisterschaften der EAA fanden am 12. Dezember 2021 in der irischen Hauptstadt Dublin statt, das nach 2009 zum zweiten Mal Ausrichtungsort dieser Laufveranstaltung war.

## Ergebnisse

### Männer

#### Einzelwertung
| Platz | Athlet             | Land | Zeit (min) |
| ----- | ------------------ | ---- | ---------- |
| 1     | Jakob Ingebrigtsen | NOR  | 30:15      |
| 2     | Aras Kaya          | TUR  | 30:29      |
| 3     | Jimmy Gressier     | FRA  | 30:34      |
| 4     | Hugo Hay           | FRA  | 30:38      |
| 5     | Michael Somers     | BEL  | 30:38      |
| 6     | Yann Schrub        | FRA  | 30:39      |
| 7     | Nassim Hassaous    | ESP  | 30:42      |
| 8     | Felix Bour         | FRA  | 30:44      |
| 9     | Isaac Kimeli       | BEL  | 30:45      |
| 10    | Brian Fay          | IRL  | 30:45      |

Von 85 gestarteten Athleten erreichten 82 das Ziel.
Weitere Teilnehmer aus deutschsprachigen Ländern:
- 14: Filimon Abraham (GER), 31:07
- 17: Jonas Raess (SUI), 31:16
- 19: Samuel Fitwi Sibhatu (GER), 31:19
- 29: Andreas Vojta (AUT), 31:35
- 39: Johannes Motschmann (GER), 32:02
- 40: Joey Hadorn (SUI), 32:03
- 47: Markus Görger (GER), 32:16
- 51: Urs Schönenberger (SUI), 32:29
- 55: Jonathan Dahlke (GER), 32:44
- 63: Julien Wanders (SUI), 33:13

#### Teamwertung
| Platz | Land und Athleten | Gesamtpunktzahl und Einzelplatzierung |
| ----- | --- | ------------------------------------- |
| 1     | Frankreich Jimmy Gressier Hugo Hay Yann Schrub Félix Bour Duncan Perrillat Mehdi Frère                                           | 13 03 04 06 08 30 35                  |
| 2     | Spanien Nassim Hassaous Carlos Mayo Abdessamad Oukhelfen Raul Celadar Adel Mechaal Ayad Lamdassem                                | 30 07 11 12 15 16 42                  |
| 3     | Norwegen Jakob Ingebrigtsen Bjørnar Sandnes Lillefosse Narve Gilje Nordås Zerei Kbrom Mezngi Tom Erling Kårbø Filip Ingebrigtsen | 47 01 21 25 26 52 DNF                 |

### Frauen

#### Einzelwertung
| Platz | Athletin                  | Land | Zeit (min) |
| ----- | ------------------------- | ---- | ---------- |
| 1     | Karoline Bjerkeli Grøvdal | NOR  | 26:34      |
| 2     | Meraf Bahta               | SWE  | 26:44      |
| 3     | Alina Reh                 | GER  | 26:53      |
| 4     | Jessica Judd              | GBR  | 27:01      |
| 5     | Konstanze Klosterhalfen   | GER  | 27:12      |
| 6     | Samrawit Mengsteab        | SWE  | 27:34      |
| 7     | Selamawit Teferi          | ISR  | 27:34      |
| 8     | Carmela Cardama           | ESP  | 27:41      |
| 9     | Fionnuala McCormack       | IRL  | 27:52      |
| 10    | Jennifer Nesbitt          | GBR  | 27:58      |

Von 75 gestarteten Athletinnen erreichten 74 das Ziel.
Weitere Teilnehmerinnen aus deutschsprachigen Ländern:
- 21: Domenika Mayer (GER), 28:47
- 27: Vera Coutellier (GER), 28:55
- 39: Julia Mayer (AUT), 29:17
- 45: Céline Kaiser (GER), 29:28
- 59: Chiara Scherrer (SUI), 30:02

#### Teamwertung
| Platz | Land und Athleten                                                                                          | Gesamtpunktzahl und Einzelplatzierung |
| ----- | --- | ------------------------------------- |
| 1     | Vereinigtes Königreich Jessica Judd Jennifer Nesbitt Jessica Gibbon Abbie Donnelly Kate Avery Lauren Heyes | 25 04 10 11 12 36 43                  |
| 2     | Deutschland Alina Reh Konstanze Klosterhalfen Domenika Mayer Vera Coutellier Céline Kaiser                 | 29 03 05 21 27 45                     |
| 3     | Schweden Meraf Bahta Samrawit Mengsteab Sara Christiansson Charlotte Andersson                             | 38 02 06 30 44                        |

### U23-Männer

#### Einzelwertung
| Platz | Athlet             | Land | Zeit (min) |
| ----- | ------------------ | ---- | ---------- |
| 1     | Charles Hicks      | GBR  | 24:29      |
| 2     | Darragh McElhinney | IRL  | 24:33      |
| 3     | Ruben Querinjean   | LUX  | 24:36      |
| 4     | Magnus Tuv Myhre   | NOR  | 24:39      |
| 5     | Guillaume Grimard  | BEL  | 24:41      |
| 6     | Keelan Kilrehill   | IRL  | 24:42      |
| 7     | Antoine Senard     | FRA  | 24:55      |
| 8     | Aarón Las Heras    | ESP  | 24:49      |
| 9     | Zakariya Mahamed   | GBR  | 24:52      |
| 10    | Valentin Gondouin  | FRA  | 24:55      |

Von 75 gestarteten Athleten erreichten 73 das Ziel.
Weitere Teilnehmer aus deutschsprachigen Ländern:
- 32: Malte Propp (GER), 25:38
- 36: Julius Hild (GER), 25:42
- 42: Maximilian Pingpank (GER), 25:49
- 48: Nick Jäger (GER), 25:56
- 59: Florian Bremm (GER), 26:28

#### Teamwertung
| Platz | Land und Athleten                                                                                                  | Gesamtpunktzahl und Einzelplatzierung |
| ----- | --- | ------------------------------------- |
| 1     | Irland Darragh McElhinney Keelan Kilrehill Micheal Power Donal Devane Jamie Battle Thomas Devaney                  | 21 02 06 13 40 44 67                  |
| 2     | Vereinigtes Königreich Charles Hicks Zakariya Mahamed Thomas Mortimer Rory Leonard Matthew Stonier Samuel Charlton | 24 01 09 14 16 23 25                  |
| 3     | Frankreich Antoine Senard Valentin Gondouin Florian le Pallec Baptiste Fourmont Baptiste Guyon Bastien Augusto     | 36 07 10 19 21 28 34                  |

Insgesamt wurden zwölf Nationen gewertet und eine Nationen brachte keine drei Athleten ins Ziel.

### U23-Frauen

#### Einzelwertung
| Platz | Athletin          | Land | Zeit (min) |
| ----- | ----------------- | ---- | ---------- |
| 1     | Nadia Battocletti | ITA  | 20:32      |
| 2     | Klara Lukan       | SVN  | 20:36      |
| 3     | Mariana Machado   | POR  | 20:36      |
| 4     | Manon Trapp       | FRA  | 20:42      |
| 5     | Sarah Healy       | IRL  | 20:48      |
| 6     | Anna Arnaudo      | ITA  | 20:55      |
| 7     | Cristina Ruiz     | ESP  | 21:07      |
| 8     | Margaux Sieracki  | FRA  | 21:10      |
| 9     | Izzy Fry          | GBR  | 21:15      |
| 10    | Eva Dieterich     | GER  | 21:18      |

Von 59 gestarteten Athletinnen erreichten 57 das Ziel.
Weitere Teilnehmerinnen aus deutschsprachigen Ländern:
- 44: Kim Bödi (GER), 22:28
- 45: Selma Benfares (GER), 22:32
- 52: Lisa Oed (GER), 23:01
- 55: Sonja Vernikov (GER), 23:45

#### Teamwertung
| Platz | Land und Athleten                                                                                    | Gesamtpunktzahl und Einzelplatzierung |
| ----- | --- | ------------------------------------- |
| 1     | Italien Nadia Battocletti Anna Arnaudo Giovanna Selva Sara Nestola Ludovica Cavalli Michela Moretton | 18 01 06 11 33 36 48                  |
| 2     | Frankreich Manon Trapp Margaux Sieracki Aude Clavier Flavie Renouard Mélody Julien Eugénie Lorain    | 25 04 08 13 18 20 39                  |
| 3     | Vereinigtes Königreich Izzy Fry Amelia Quirk Cari Hughes Eloise Walker Eleanor Bolton Jemima Elgood  | 37 09 12 16 19 26 28                  |

Insgesamt wurden neun Nationen gewertet.

### U20-Männer

#### Einzelwertung
| Platz | Athlet                | Land | Zeit (min) |
| ----- | --------------------- | ---- | ---------- |
| 1     | Axel Vang Christensen | DEN  | 17:53      |
| 2     | Abdullahi Kadir Rabi  | NOR  | 18:18      |
| 3     | Joel Ibler Lillesø    | DEN  | 18:21      |
| 4     | Pol Oriach            | ESP  | 18:24      |
| 5     | Andrij Atamanjuk      | UKR  | 18:30      |
| 6     | Abdel Laadjel         | IRL  | 18:30      |
| 7     | Matan Ivri            | ISR  | 18:30      |
| 8     | Edouard Morin-Luzuy   | FRA  | 18:31      |
| 9     | Will Barnicoat        | GBR  | 18:31      |
| 10    | Hamish Armitt         | GBR  | 18:32      |

Von 97 gestarteten Athleten erreichten alle das Ziel.
Weitere Teilnehmer aus deutschsprachigen Ländern:
- 12: Sebastian Frey (AUT), 18:37
- 20: Benjamin Dern (GER), 18:48
- 24: Kevin Kamenschak (AUT), 18:52
- 34: Bastian Mrochen (GER), 19:05
- 35: Emil Bezecny (AUT), 19:09
- 40: Romuald Brosset (SUI), 19:13
- 53: Hamza Hariri (GER), 19:28
- 55: Maxim Wyss (SUI), 19:31
- 62: Kurt Lauer (GER), 19:36
- 69: Raphael Siebenhofer (AUT), 19:45
- 72: Julian Gering (GER), 19:52
- 84: Navid Kerber (SUI), 20:22
- 92: Gaspar Klückers (LUX), 20:44
- 96: Maurice Gierens (LUX), 22:34

#### Teamwertung
| Platz | Land und Athleten                                                                                            | Gesamtpunktzahl und Einzelplatzierung |
| ----- | --- | ------------------------------------- |
| 1     | Vereinigtes Königreich Will Barnicoat Hamish Armitt Henry McLuckie Osian Perrin Liam Rawlings Lewis Hannigan | 34 09 10 15 22 25 65                  |
| 2     | Irland Abdel Laadjel Dean Casey Nicholas Griggs Scott Fagan Sean Kay Cathal O’Reilly                         | 35 06 13 16 21 50 77                  |
| 3     | Israel Matan Ivri Adisu Guadia Derba Ayale Dego Abebe Ataka Damsia Harel Shain                               | 37 07 11 19 31 45 75                  |

Insgesamt wurden 16 Nationen gewertet.

### U20-Frauen

#### Einzelwertung
| Platz | Athletin         | Land | Zeit (min) |
| ----- | ---------------- | ---- | ---------- |
| 1     | Megan Keith      | GBR  | 13:41      |
| 2     | Ingeborg Østgård | NOR  | 13:44      |
| 3     | Emma Heckel      | GER  | 13:46      |
| 4     | Ilona Mononen    | FIN  | 13:49      |
| 5     | Anneke Vortmeier | GER  | 13:49      |
| 6     | Mireya Arnedillo | ESP  | 13:51      |
| 7     | Mia Jurenka      | GER  | 13:52      |
| 8     | Angela Viviosa   | ESP  | 13:52      |
| 9     | Johanna Pulte    | GER  | 13:52      |
| 10    | Livia Wespe      | SUI  | 13:56      |

Alle 99 gestarteten Athletinnen erreichten das Ziel.
Weitere Teilnehmerinnen aus deutschsprachigen Ländern:
- 42: Valentina Rosamilia (SUI), 14:24
- 49: Lilly Nägely (SUI), 14:29
- 57: Romane Wolhauser (SUI), 14:37
- 59: Lisa De Bruyn (SUI), 14:39
- 63: Jasmina Nanette Stahl (GER), 14:40
- 70: Elena Eichenberger (SUI), 14:39

#### Teamwertung
| Platz | Land und Athleten                                                                                      | Gesamtpunktzahl und Einzelplatzierung |
| ----- | --- | ------------------------------------- |
| 1     | Deutschland Emma Heckel Anneke Vortmeier Mia Jurenka Johanna Pulte Jasmina Stahl                       | 15 03 05 07 09 63                     |
| 2     | Spanien Mireya Arnedillo Angela Viciosa María Forero Marta Serrano Claudia Gómez Carla Domínguez       | 27 06 08 13 19 37 54                  |
| 3     | Vereinigtes Königreich Megan Keith Ellen Weir Phoebe Anderson Beatrice Wood Alice Garner Ella Greenway | 32 01 14 17 44 51 69                  |

Insgesamt wurden 17 Nationen gewertet und drei Nationen brachten keine drei Athletinnen ins Ziel.

### Mixed-Staffel
| Platz | Land und Athleten                                                             | Zeit (min) |
| ----- | ----------------------------------------------------------------------------- | ---------- |
| 1     | Vereinigtes Königreich Hannah Nuttall Luke Duffy Alexandra Bell Benjamin West | 18:01      |
| 2     | Frankreich Aurore Fleury Azeddine Habz Alexa Lemitre Alexis Miellet           | 18:05      |
| 3     | Belgien Elise Vanderelst Ruben Verheyden Vanessa Scaunet Stijn Baeten         | 18:06      |
| 4     | Irland Ciara Mageean Luke McCann Síofra Cléirigh Büttner Andrew Coscoran      | 18:06      |
| 5     | Spanien Esther Guerrero Abderrahman El Khayami Marta García Víctor Ruiz       | 18:13      |
| 6     | Ungarn Lili Anna Tóth Márton Pápai Kinga Ohn István Szögi                     | 18:25      |
| 7     | Schweiz Lore Hoffmann Michael Curti Selina Fehler Jonas Schöpfer              | 18:31      |
| 8     | Italien Joyce Mattagliano Ossama Meslek Micol Majori Mohad Abdikadar          | 18:37      |
| 9     | Ukraine Natalija Krol Wolodymyr Kyz Hanna Mischtschenko Roman Rostykus        | 18:49      |
| 10    | Türkei Şilan Ayyıldız İbrahim Erata Tuğba Toptaş Abdurrahman Gediklioğlu      | 18:58      |

Alle 11 gestarteten Staffeln erreichten das Ziel.